# Secrets (Band)
Secrets (Eigenschreibweise: SECRETS) ist eine 2010 gegründete Post-Hardcore-Band aus San Diego, Kalifornien.

## Geschichte

### Gründung und DebütalbumThe Ascent
Secrets wurde von mehreren ehemaligen Musikern der Post-Hardcore-Band A City Serene gegründet, nachdem diese aufgrund eines verheerenden Autounfalls bei dem ein Musiker zwischenzeitlich im Koma lag, nicht mehr in der Lage sah weiterhin Musik zu machen und sich auflöste. Gründungsmitglieder sind Sänger Xander Bourgeois, Bassist Marc Koch, Schlagzeuger Joe English und Leadgitarrist Michael Sherman. Kurz nach der Gründung stieß mit Richard Rogers ein Rhythmusgitarrist zur Gruppe. Rogers ist zudem Cleansänger der Band.
Die Band kam schnell zu einem Plattenvertrag bei Velocity Records, dem Sublabel von Rise Records. Zunächst plante die Gruppe die Produktion einer EP, allerdings entschlossen sich Musiker im Studio anstelle einer EP ein komplettes Album einzuspielen. Dieses heißt The Ascent und wurde am 16. Januar 2012 offiziell weltweit veröffentlicht. Dieses stieg auf Platz 185 in den US-Albumcharts ein The Ascent wurde von Tom Denney, dem ehemaligen Gitarristen von A Day to Remember produziert.
Die Gruppe tourte mit Bands wie Sleeping with Sirens, Attack Attack! und Escape the Fate um für ihr Album zu werben. Auch war die Gruppe im Jahr 2012 Teil der Scream It Like You Mean It-Tour. Während dieser Tour beschloss Bassist Marc Koch aus der Band auszusteigen um sich auf seinen schulischen Werdegang konzentrieren zu können. Dieser wurde durch Michael Owens als Bassist ersetzt.
Im November und Dezember 2012 spielte die Band mit Chunk! No, Captain Chunk! und Our Last Night als Vorband für Woe, Is Me. Zuvor spielte Secrets mit Memphis May Fire und Of Mice & Men vier Konzerte im Vereinigten Königreich.

### Zweites Album:Fragile FiguresundRenditionsEP
Im April 2013 verließ Sänger Xander Bourgeois die Gruppe. Dieser gab an eine Drogentherapie begonnen zu haben und seine Ziele nüchtern zu werden nicht vernachlässigen wollte. Bourgeois wurde durch Aaron Melzer ersetzt. Bourgeois und der ehemalige Bassist Marc Koch gründeten Ende 2013 die Band The Haven.
Am 23. Juli 2013 erschien mit Fragile Figures das zweite Album der Gruppe, ebenfalls über Velocity Records. Es stieg auf Platz 59 in den Charts ein. Das Album wurde am 27. Mai 2014 mit drei neuen Liedern und einem Remix zum Lied Ready for Repair, bei dem Kyle Lucas und Jonny Craig involviert sind, neu aufgelegt. Den Sommer des Jahres 2013 verbrachte die Band auf der Warped Tour. Im Januar 2014 hieß es, dass die Gruppe erneut für die Warped Tour bestätigt wurde.
Im September und Oktober 2013 war die Gruppe Teil der Souls-on-Fire-Tour von Jonny Craig.
Im Mai 2014 gab Michael Owens bekannt, nicht mehr Bassist der Band zu sein. Zu diesem Zeitpunkt spielte die Gruppe mit The Amity Affliction und Silverstein als Vorband für Blessthefall. Zunächst füllte Tim Trad den Posten des Bassisten als Session-Musiker, später übernahm Connor Branigan diesen Platz, ebenfalls als Gastmusiker. Im Oktober 2014 startete die Gruppe als Vorband für Asking Alexandria, The Ghost Inside und Crown the Empire ihre zweite Europatournee. Ihre erste Tournee durch Europa bestritt die Gruppe Anfang 2014 als Vorband für Our Last Night.
Zwischen dem 20. März 2015 und dem 16. Mai 2015 tourte die Band als Vorband für The Devil Wears Prada. Im Laufe der Tournee, welche durch die Vereinigten Staaten und Kanada führte, waren außerdem  Sleepwave, Born of Osiris und The Word Alive zu sehen. Am 7. April 2015 veröffentlichte die Gruppe eine Akustik-EP mit vier Titeln. Drei Stücke stammen von dem Album Fragile Figures, das vierte Lied ist zugleich eine Single für das kommende dritte Studioalbum. Dieses Stück heißt What's Left of Us und wurde am selben Tag veröffentlicht. Die EP wurde von Beau Burchell, dem Gitarristen von Saosin, produziert.
Zwischen dem 8. Oktober und 2. November 2015 ist die Band gemeinsam mit The Plot in You und Cruel Hand Supportband für Chelsea Grin und The Amity Affliction auf deren Konzertreise durch die Vereinigten Staaten. Am 3. Oktober 2015, fünf Tage vor Beginn der Tournee, gab Screamer Aaron Melzer seinen Ausstieg aus der Band bekannt. Am selben Tag gab die Band bekannt, dass Wade Walters den Posten des Screamers übernehmen wird. Walters hat mit der Band auch das dritte Studioalbum eingespielt, das noch veröffentlicht werden wird.

### Drittes Album:Everything That Got Us Here
Am 14. Oktober 2015 veröffentlichte die Band mit Left Behind ihr erstes Lied mit ihrem neuen Sänger Wade Walters. Am selben Tag kündigte die Gruppe ihr drittes Studioalbum, dass Everything That Got Us Here heißt, für den 11. Dezember 2015 an. Am 12. und 13. Dezember 2015 spielt die Gruppe zwei Albumreleasekonzerte in San Diego und Anaheim.

## Diskografie
- 2012: The Ascent (Album, Velocity Records/Rise Records)
- 2013: Fragile Figures (Album, Velocity/Rise Records, 2014 mit zusätzlichen Liedern neu aufgelegt)
- 2015: Renditions (EP, Velocity/Rise Records)
- 2015: Everything That Got Us Here (Album, Velocity/Rise Records)
- 2018: Secrets (Album, Made In The Shade Records)